# Тілопо гірський

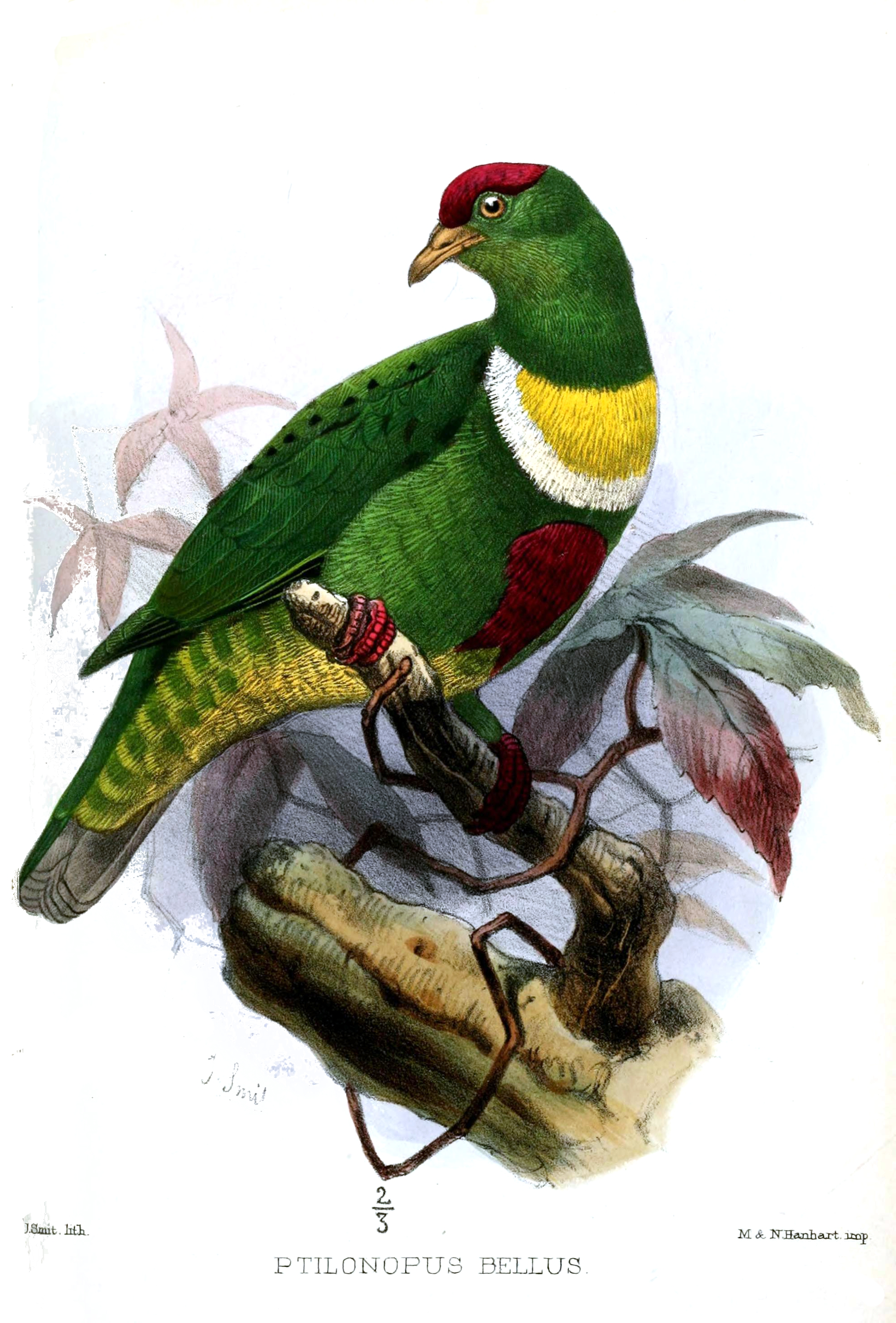
Гірський тілопо (підвид P. r. bellus)

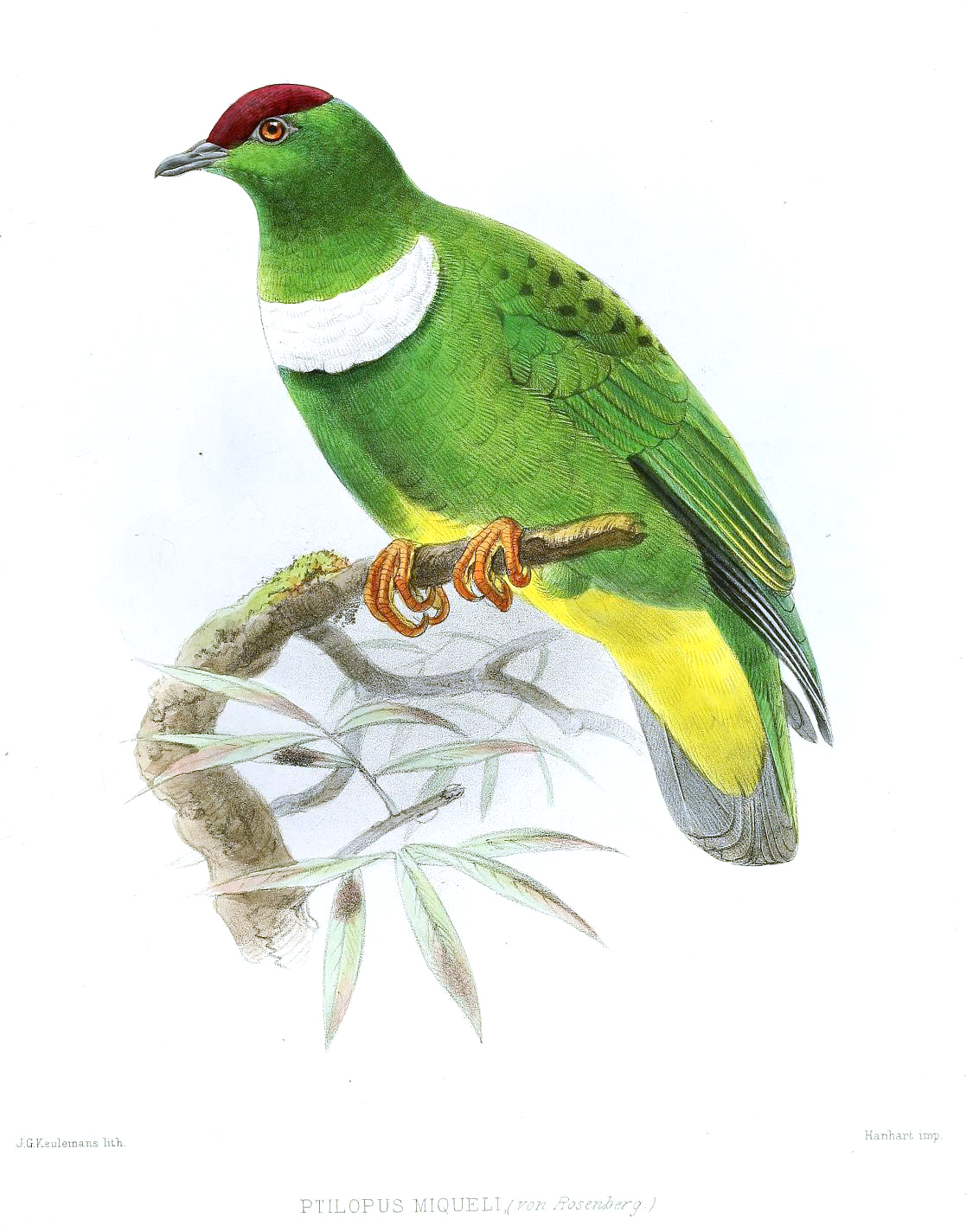
Гірський тілопо (підвид P. r. miquelii)

Тілопо гірський (Ptilinopus rivoli) — вид голубоподібних птахів родини голубових (Columbidae). Мешкає в Індонезії і Папуа Новій Гвінеї.

## Опис
Довжина птаха становить 23,5-26 см. Виду притаманний статевий диморфізм. Забарвлення самців переважно зелена, на тімені яскрава пурпурова пляма. На грудях широкий білий "комірець". У деяких підвидів він жовтий. Забарвлення живота і нижньої частини тіла також різниться в залежності від підвиду. У номінативного підвиду на животі є фіузька фіолетова пляма, гузка яскраво-жовта. У інших підвидів живіт жовтий, нижні покривні пера хвоста зелені. Дзьоб яскраво-жовтий. Самичики мають повністю зелене забарвлення.

## Підвиди
Виділяють п'ять підвидів:
- P. r. prasinorrhous Gray, GR, 1858 — Молуккські острови, острови Західного Папуа, острови Ару і острови затоки Чендравасіх[en];
- P. r. bellus Sclater, PL, 1874 — Нова Гвінея, острови Каркар і Гуденаф[en];
- P. r. miquelii Schlegel, 1871 — острови Япен і Міос-Нум[en];
- P. r. rivoli (Prévost, 1843) — архіпелаг Бісмарка;
- P. r. strophium Gould, 1850 — архіпелаг Луїзіада і атол Еґум (острови Тробріана).

## Поширення і екологія
Гірські тілопо живуть у вологих вологих тропічних лісах, зокрема в лісах Центрального хребта Нової Гвінеї. Зустрічаються на висоті від 1000 до 3260 м над рівнем моря. На дрібніших островах, зокрема на островах Ару, гірські тілопо зустрічаються також в рівнинних тропічних лісах. Вони ведуть переважно деревний спосіб життя. Гніздяться на деревах. В кладці два яйця, що нетипово для тілопо (більшість голубів цього роду відкладають лише одне яйце).